# Baoma
Baoma este un oraș în Sierra Leone.